# República de los Cosacos de Transbaikalia
La República Cosaca de Transbaikalia (ruso: Забайкальская казачья республика) fue un efímero estado títere del Imperio japonés formado en la región del lago Baikal. La guerra civil rusa enfrentó entre 1918 y 1921 a los bolcheviques con una multitud de grupos enemigos. Tras la rebelión de la Legión checoslovaca, el conflicto llegó a Siberia iniciando la resistencia a los bolcheviques: «la Vendée siberiana».
La república fue fundada el 25 de agosto de 1918 por el atamán de los cosacos del Baikal, Grigori Semiónov, con apoyo nipón aunque oficialmente estaba bajo la soberanía rusa y apoyaba al Movimiento blanco. El 14 de septiembre, se hacía con Chitá, que hizo de su capital y desde donde controlaba el Transiberiano. Contaba teóricamente con 20.000 soldados, pero probablemente no fuera más de 4.000 cosacos, bandidos, desertores y mercenarios.
El jefe blanco, Aleksandr Kolchak, lo reconocía como gobernador del territorio el 9 de junio de 1919. El 11 de abril de 1920, Semiónov se proclamó dictador independiente del territorio tras comprobar la irremediable derrota de los blancos.
Después de la fundación de la República del Lejano Oriente, el 6 de abril, los nipones se desentendieron del futuro de los cosacos al retirarse en octubre, permitiendo la invasión bolchevique del territorio, que fue declarado completamente en sus manos el 21 de noviembre, dos meses después de la ejecución del atamán. Para entonces, la mayor parte de Siberia estaba en sus manos, aunque la resistencia antibolchevique se prolongaría hasta 1922 en algunas regiones.